# Štíhlotělkovití
Štíhlotělkovití (Lebiasinidae) jsou čeleď sladkovodních paprskoploutvých ryb z řádu trnobřiší (Characiformes). Pochází z teplých oblastí Jižní Ameriky, na severu areál jejich přirozeného rozšíření zasahuje až do Panamy a Kostariky. České jméno poukazuje na pro čeleď typické podlouhlé tělo. Řada zástupců se často chová v akváriích.